# Інститут фізики та математики Всесвіту імені Кавлі
Інститут фізики та математики Всесвіту імені Кавлі (англ. Kavli Institute for the Physics and Mathematics of the Universe, IPMU) — міжнародний науково-дослідний інститут з фізики та математики, розташований у місті Касіва поблизу Токіо в Японії. Його повна назва — «Інститут фізики та математики Всесвіту Кавлі, Інститути передових досліджень Токійського університету, Токійський університет, Кашіва, Японія». Це один із 20 інститутів Кавлі.
Основними предметами дослідження в інституті є фізика елементарних частинок, фізика високих енергій, астрофізика, астрономія та математика. Інститут розглядає п'ять ключових питань: «Як виник Всесвіт? Яка його доля? З чого він складається? Які його основні закони? Чому ми існуємо?»

## Історія
Інститут фізики та математики Всесвіту був створений 1 жовтня 2007 року його директором-засновником Хітоші Мураямою та Токійським університетом. Його фінансує Міністерство культури й науки Японії в межах Ініціативи створення передових міжнародних дослідницьких центрів. У 2012 році інститут отримав благодійну допомогу від Фонду Кавлі та був перейменований на Інститут фізики та математики Всесвіту імені Кавлі.